# Wild Winship's Widow
Wild Winship's Widow er en amerikansk stumfilm fra 1917 af Charles Miller.

## Medvirkende
- Dorothy Dalton som Catherine Winship
- Rowland V. Lee som Archibald Herndon
- Joe King som Morley Morgan
- Lillian Hayward som Tante Minerva
- Alice Terry som Marjory Howe